# Setge de Roses de 1693
El setge de Roses de 1693 fou un dels episodis de la Guerra dels Nou Anys.

## Antecedents
La Guerra dels Nou Anys va ser una guerra lliurada a Europa i Amèrica del 1688 al 1697, entre França i la Lliga d'Augsburg com a resistència a l'expansionisme francès al llarg del Rin, i per salvaguardar els resultats de la Revolució Gloriosa d'una possible restauració de Jaume II d'Anglaterra auspiciada pels francesos. L'escenari de guerra a Nord-amèrica, representat per colons francesos i anglesos, va ser conegut a les colònies angleses com la Guerra del rei Guillem. La guerra va començar amb la invasió francesa del Palatinat el 1688.
L'únic teatre d'operacions de la Guerra dels Nou Anys decisiu al continent europeu fou Catalunya. Les tropes espanyoles només podien oferir resistència, i els aliats eren incapaços de prestar suport suficient. Els combats van estar dominats per la guerra amfibia, amb el bombardeig naval de diverses ciutats costaneres de la Corona d'Aragó, com Barcelona, Vinaròs, Peníscola i Alacant.
Les forces franceses eren de 12.000 homes el 1690 però van baixar a 10.000 el 1691. El 1693, quan la resta de fronts estaven més tranquils, el front català va créixer en importància i les tropes franceses van pujar a 26.000 homes.

## El Setge
Després de només set dies de setge, la Ciutadella de Roses, amb poques tropes, molts d'ells reclutes, i un armament que no estava a l'altura del francès va caure en mans franceses quan Gabriel de Quiñones la va rendir després que el 8 de juny una bomba va arrencar un braç al comandant de la fortalesa, Pere de Rubí i de Sabater, qui va morir de les ferides a Barcelona.

## Conseqüències
Els francesos van vèncer als espanyols a la batalla de Verges el 27 de maig de 1694, prenent Palamós el 10 de juny i Girona el 29, i Hostalric i el 8 de setembre, Castellfollit, amb un front que es mantindria estable fins a l'ofensiva de 1697, en la que es conqueriria Barcelona.
El 1697, pel Tractat de Rijswijk, el Regne de França retorna la plaça.